# Keedika
Keedika (Duits: Kedik) is een plaats in de Estlandse gemeente Lääne-Nigula, provincie Läänemaa. De plaats heeft de status van dorp (Estisch: küla).
Tot in oktober 2013 viel Keedika onder de gemeente Oru. In die maand werd Oru bij de fusiegemeente Lääne-Nigula gevoegd.

## Bevolking
Het dorp had 34 inwoners op 31 december 2011 en 30 inwoners op 31 december 2021.

## Ligging
Het dorp ligt ongeveer 19 km ten noordoosten van de stad Haapsalu. De Tugimaantee 17, de secundaire weg van Keila naar Saunja, komt door Keedika.
Op het grondgebied van het dorp ligt een zwerfsteen met de afmetingen 5,2 x 3,6 x 2,4 meter en een omtrek van 13,9 meter, de Parunite kivi.

## Geschiedenis
Op een heuvel bij Keedika, de Keedika linnamägi, liggen de resten van een fort dat gebouwd moet zijn tussen 500 en 1000, dus vóór de komst van de Zwaardbroeders.
Het dorp werd voor het eerst genoemd in 1598 onder de naam Kedekes by (by is Zweeds voor ‘dorp’). Het was een Hoflage, een niet-zelfstandig landgoed, en tevens een dorp, dat viel onder het landgoed van Udenküll (Uugla). In 1782 was Keedika een zelfstandig landgoed geworden; in 1798 heette het Ködik. De eigendom was in handen van de familie von Knorring. Ludwig baron von Knorring was de laatste eigenaar voor het landgoed in 1919 door het onafhankelijk geworden Estland werd onteigend.
Het zuidelijk deel van het dorp heet Pürge, het noordelijk deel Reitsla en het westelijk deel Kapeti. Het zijn de namen van inmiddels verdwenen dorpen.

## Foto's

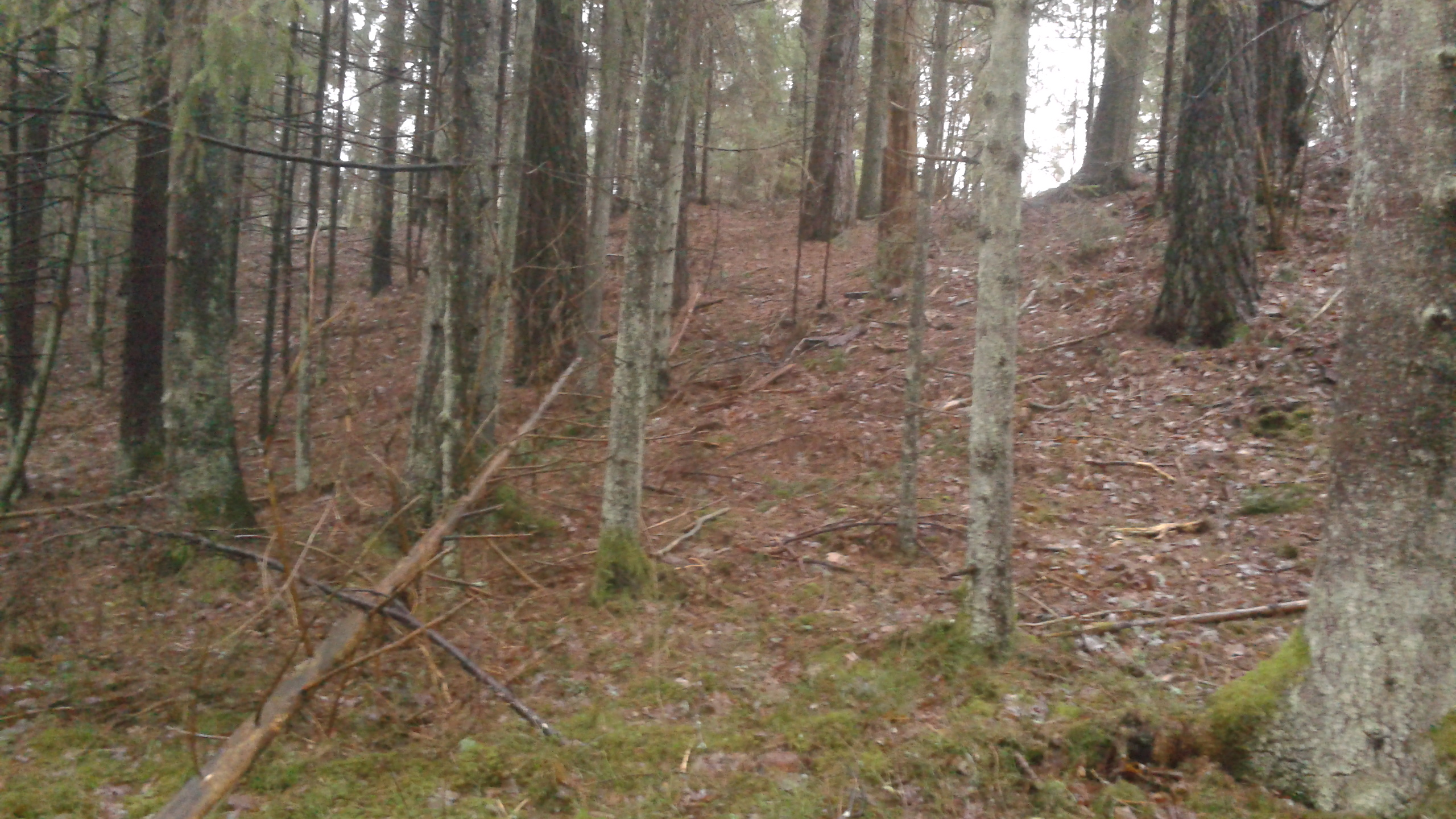
Keedika linnamägi
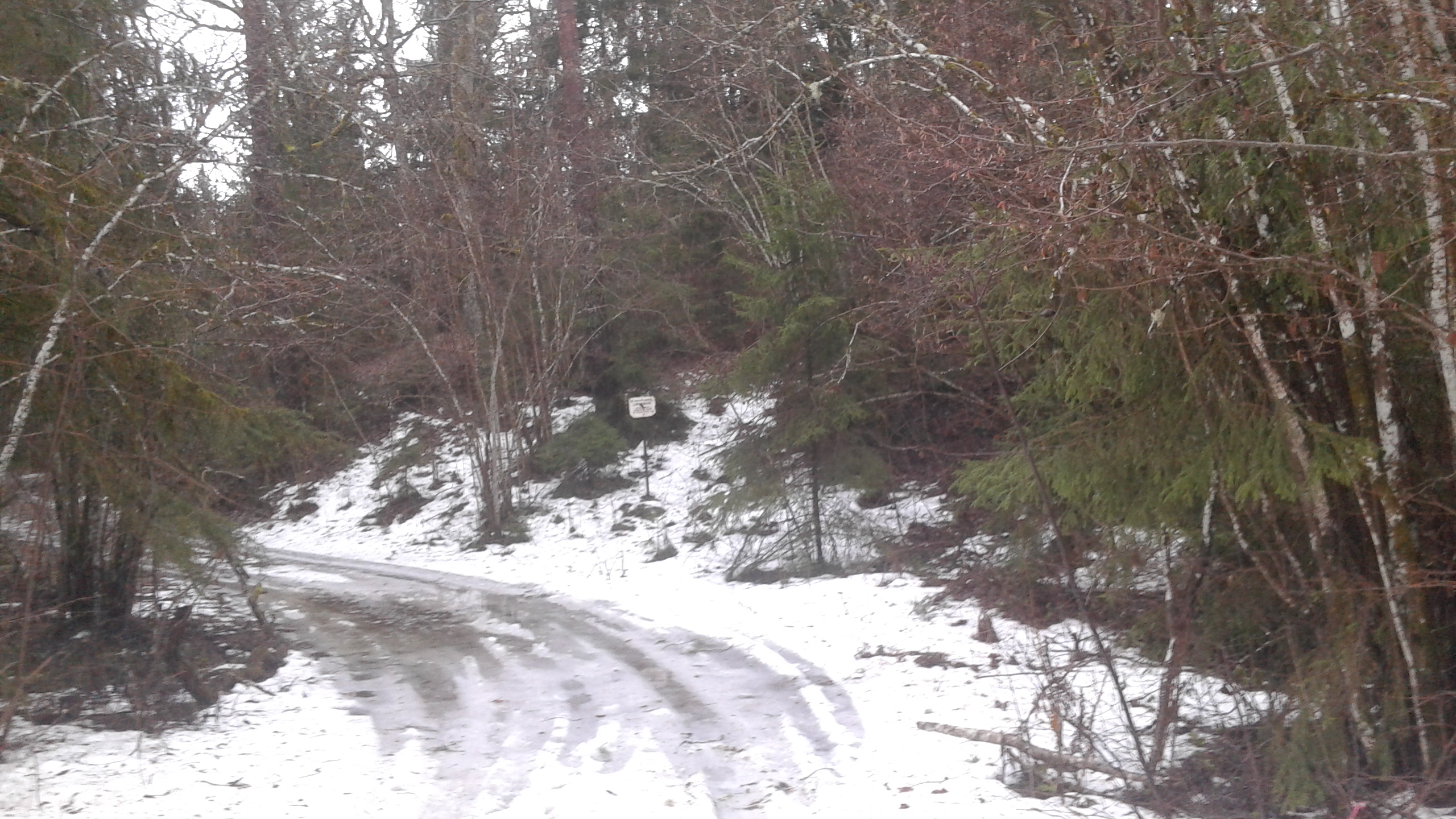
De burchtheuvel in de winter
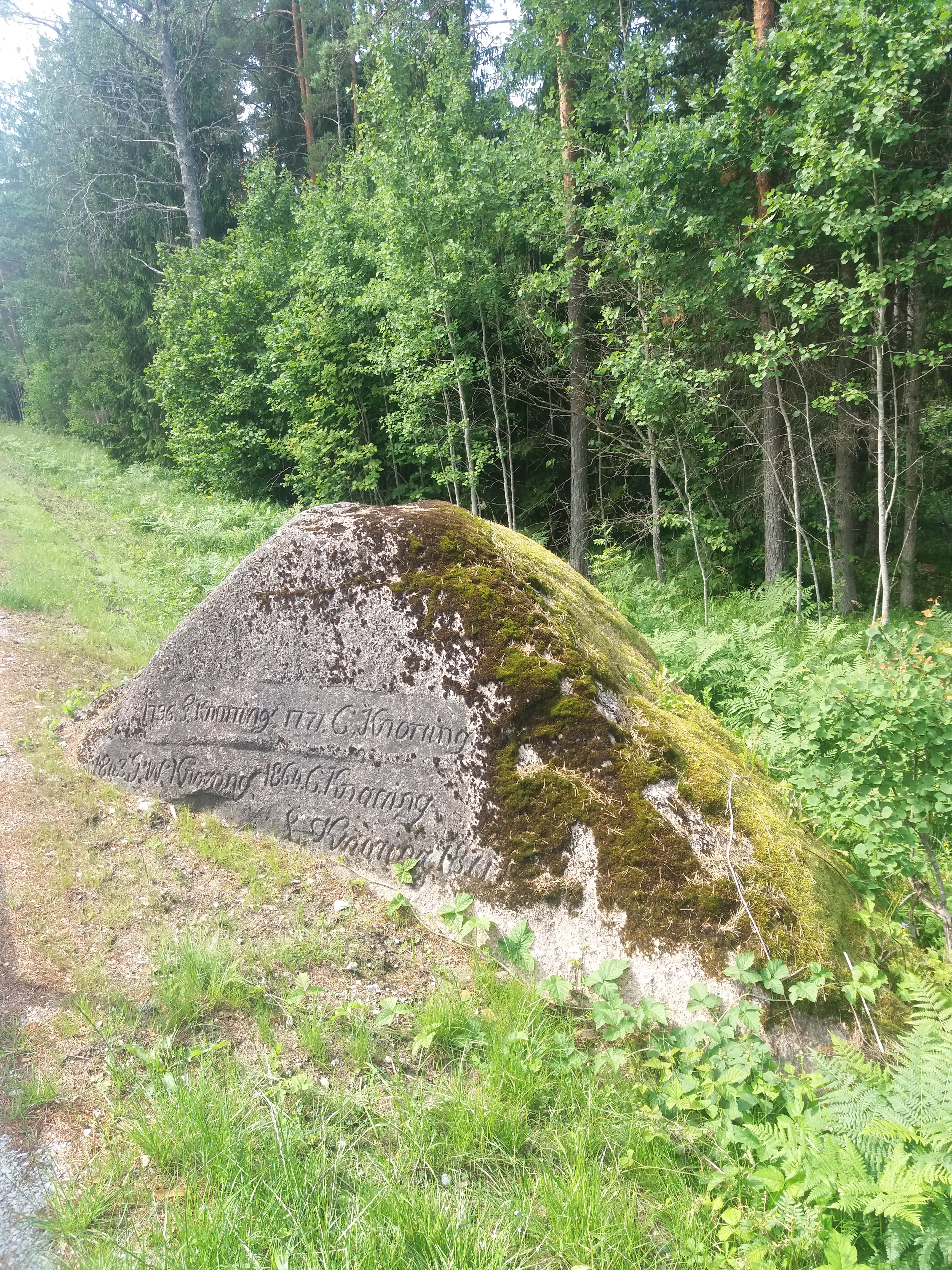
De Parunite kivi